# Paris-Roubaix de 1979
A 77.ª edição da Paris-Roubaix teve lugar a 8 de abril de 1979 e foi vencida em solitário pelo italiano Francesco Moser por segundo ano consecutivo.

## Classificação final
| Posição | Ciclista              | Equipa                   | Tempo      |
| ------- | --------------------- | ------------------------ | ---------- |
| 1       | Francesco Moser       | Sanson-Luxor TV          | 6h 17' 28" |
| 2       | Roger de Vlaeminck    | Gis Gelati               | + 40"      |
| 3       | Hennie Kuiper         | Peugeot-Esso-Michelin    | m. t.      |
| 4       | Joop Zoetemelk        | Miko-Mercier-Vivagel     | m. t.      |
| 5       | Jan Raas              | TI-Raleigh-McGregor      | + 2' 14"   |
| 6       | Willy Teirlinck       | Kas-Campagnolo           | + 2' 17"   |
| 7       | Walter Planckaert     | Mini Flat-V.D.B.-Pirelli | m. t.      |
| 8       | Marc Demeyer          | Flandria-Ça va seul      | m. t.      |
| 9       | Fons de Wolf          | Boule d'Or-Lano-Colnago  | + 2' 27"   |
| 10      | Etienne van der Helst | Kas-Campagnolo           | m. t.      |